# Ambassade des États-Unis au Mexique
L'ambassade des États-Unis d'Amérique à Mexico (anglais : Embassy of the United States of America in Mexico City, espagnol : Embajada de los Estados Unidos, México D.F.) est la mission diplomatique des États-Unis d'Amérique auprès des États-Unis du Mexique. Le bâtiment de chancellerie de l'ambassade est situé sur le paseo de la Reforma, dans la division de Cuauhtémoc, à Mexico.

## Histoire
La construction du bâtiment de chancellerie actuel débute en 1960 et est achevé en 1964, pour un coût de 5 millions de dollars américains d'alors. À l'époque, il s'agissait du deuxième plus grand bâtiment d'ambassade des États-Unis au monde.

## Projets
En 2011, le département d'État annonce son intention de construire une nouvelle ambassade dans le quartier de Nuevo Polanco, à Mexico. Le prix estimé de la nouvelle ambassade est de 763 millions de dollars.
La construction commence le 13 février 2018, pour un coût estimé à 943 millions de dollars. Elle devrait être achevée d'ici 2022. 

## Sections de l'ambassade
L’ambassade remplit diverses fonctions liées à la représentation du gouvernement américain auprès du gouvernement mexicain, notamment autour des affaires politiques, administratives, économiques, diplomatiques et consulaires, qui sont gérées sous la supervision de l’ambassadeur par des conseillers du département d’État. 
- Section consulaire 
  - Services aux citoyens américains
  - Services des visa
- Section économique
- Attaché à la défense
- Affaires publiques
- Section politique
- Section de gestion
- Autres agences gouvernementales américaines 
  - American Battle Monuments Commission
  - Service d'inspection zoosanitaire et phytosanitaire
  - Drug Enforcement Administration
  - Food and Drug Administration
  - Service agricole étranger
  - Service des recettes internes
  - Bureau de contrôle des avoirs étrangers
  - Agence américaine pour le développement international
  - Service commercial des États-Unis
  - Département de la défense des États-Unis
  - Département de la justice des États-Unis
  - Service des douanes et de la protection des frontières des États-Unis
  - US Immigration and Customs Enforcement
  - United States Marshals Service
  - United States Peace Corps

## Consulats
Les États-Unis possèdent des consulats généraux à Ciudad Juárez, Guadalajara, Hermosillo, Matamoros, Mérida, Monterrey, Nogales, Nuevo Laredo et Tijuana  et des agences consulaires à Acapulco, Los Cabos, Cancún, Mazatlan, Mazatlán, Oaxaca, Piedras Negras, Plage del Carmen, Puerto Vallarta et San Miguel de Allende . 